# Thích Nhất Hạnh
Thích Nhất Hạnh (thế danh là Nguyễn Xuân Bảo, 11 tháng 10 năm 1926 – 22 tháng 1 năm 2022) là một thiền sư, giảng viên, nhà văn, nhà thơ, nhà khảo cứu, nhà hoạt động xã hội và nhà hoạt động hòa bình người Việt Nam. Ông đồng thời cũng là người sáng lập tông phái Truyền thống Làng Mai, được lịch sử công nhận là nguồn cảm hứng chính và là người đưa ra khái niệm Phật giáo dấn thân. Ở phương Tây, Thích Nhất Hạnh đôi khi được coi là "cha đẻ của chánh niệm"; ông là người có ảnh hưởng quan trọng đến sự phát triển của Phật giáo phương Tây, được một số tờ báo đánh giá là nhà lãnh đạo Phật giáo có ảnh hưởng lớn thứ hai ở phương Tây chỉ sau Đạt-lại Lạt-ma.
Ông sinh ra ở Thừa Thiên Huế, miền Trung Việt Nam, xuất gia theo Thiền tông vào năm 16 tuổi, trở thành một nhà sư vào năm 1949. Vào những năm 1960, ông thành lập Trường Thanh niên Phụng sự Xã hội và lập ra dòng tu Tiếp Hiện. Ông bị lưu đày khỏi lãnh thổ Việt Nam Cộng Hòa vào năm 1966 sau khi bày tỏ phản đối chiến tranh và không chọn đứng về phía phe nào. Sau khi Hiệp định Paris được ký kết vào năm 1973, ông đã sống lưu vong tại Pháp gần 40 năm. Năm 1967, Martin Luther King Jr. đề cử ông cho giải Nobel Hoà bình. Ông đã thành lập hàng chục tu viện và trung tâm tu tập và gắn bó phần lớn cuộc đời mình tại Tu viện Làng Mai ở miền tây nam nước Pháp gần Thénac; đồng thời đi khắp nơi trên thế giới để diễn thuyết và trò chuyện. Ông là người đưa ra khái niệm "Phật giáo dấn thân" (Engaged Buddhism) trong cuốn sách Việt Nam: Hoa sen trong Biển lửa (Vietnam: Lotus in a Sea of Fire) do chính ông xuất bản năm 1967. Ông đã về nước vào năm 2005 và sống tại Tổ Đình Từ Hiếu, Huế kể từ tháng 11 năm 2018 cho đến khi qua đời vào năm 2022 ở tuổi 95.
Ông là người vận động cho phong trào hòa bình và sinh thái sâu, thúc đẩy các giải pháp không bạo lực cho các mâu thuẫn và nâng cao nhận thức về sự liên kết của tất cả các yếu tố trong tự nhiên. Ông cũng sáng lập ra dòng tu lớn nhất ở phương Tây và hạn chế tiêu thụ các sản phẩm từ thịt như một biện pháp không bạo lực với động vật. Thích Nhất Hạnh đã viết hơn 100 cuốn sách, trong số đó hơn 70 cuốn bằng tiếng Anh.

## Tiểu sử

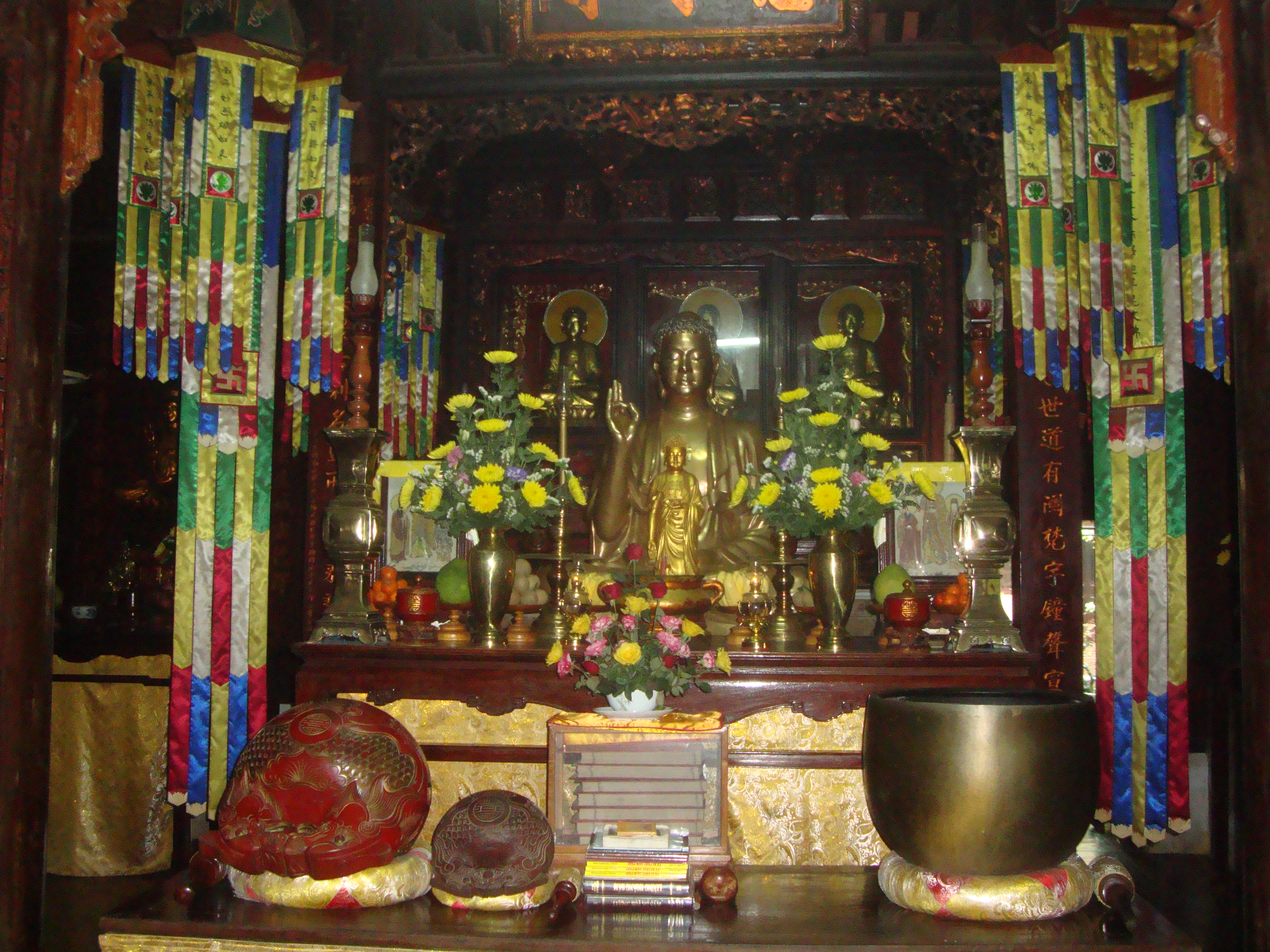
Phật đường chùa Từ Hiếu

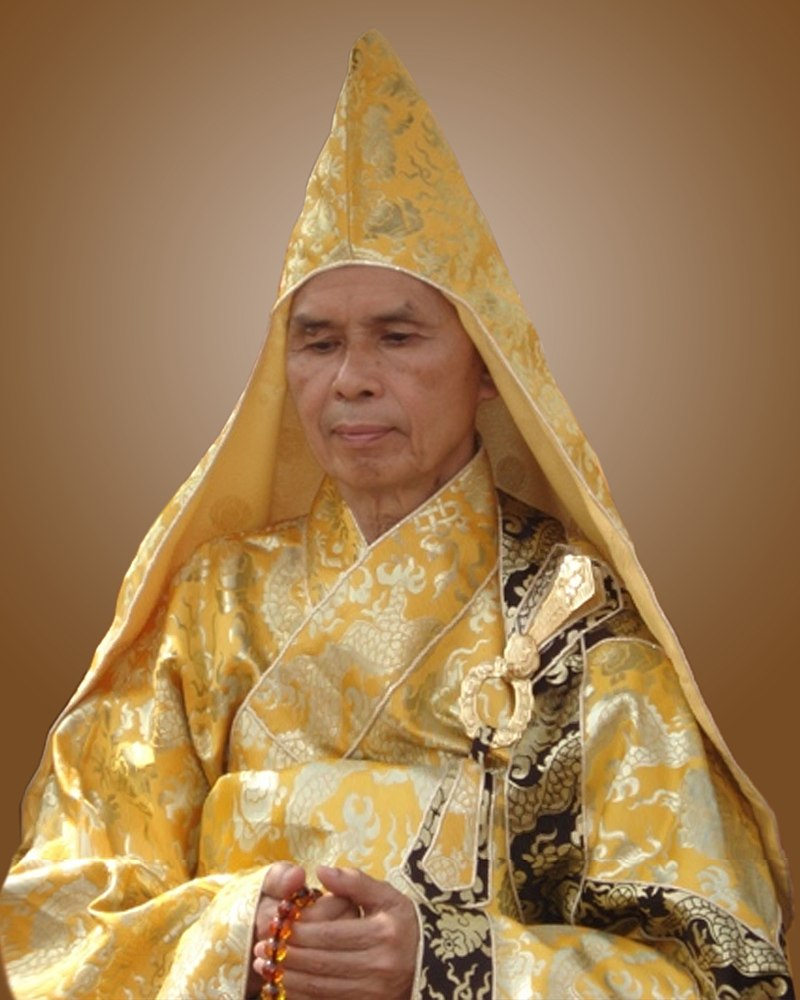
Thích Nhất Hạnh là người nối pháp đời thứ 42 thiền phái Lâm Tế tại Việt Nam

Thích Nhất Hạnh có tên khai sinh là Nguyễn Xuân Bảo, sinh ngày 11 tháng 10 năm 1926, tại Thừa Thiên (miền Trung Việt Nam). Ông là con cháu đời thứ 15 của dòng họ Nguyễn Đình, có tổ tiên là nhà thơ Nguyễn Đình Chiểu, tác giả Truyện Lục Vân Tiên. Cha ông tên Nguyễn Đình Phúc, người làng Thành Trung (nay thuộc huyện Quảng Điền, Thừa Thiên Huế), ông làm quan cho triều đình nhà Nguyễn thời Pháp thuộc, đảm trách công việc di dân lập ấp. Mẹ ông là bà Trần Thị Dĩ, người làng Hà Trung, tỉnh Quảng Trị. Nhất Hạnh là người con áp út trong tổng số 6 người con. Ông có ba người anh lớn, một người chị và một em trai út sinh sau không lâu. Cho đến khi lên năm tuổi, ông sống cùng đại gia đình mình gồm các chú bác và anh em họ tại nhà của ông bà nội.
Năm lên 4 tuổi, cha ông được phái đến vùng miền núi ở phía Bắc tỉnh Thanh Hóa để giám sát việc khai phá rừng làm đất canh tác cho nông dân nghèo. Một năm sau đó, cả gia đình ông chuyển về huyện Nông Cống, tỉnh Thanh Hóa để sống cùng với cha. Ông học tiểu học ở đó và khi nghỉ hè thì đi học thêm ở các lớp dạy tư tại nhà. Ông được ghi danh đi học với tên mà cha mẹ đặt cho là Nguyễn Đình Lang. Theo lời tự kể, ở khoảng năm 7 hoặc 8 tuổi, ông cảm thấy sự yên bình khi nhìn thấy bức tranh Đức Phật ngồi thiền trên cỏ. Trong một chuyến đi du lịch của trường học, khi thấy những nhà tu hành trên núi, ngồi thiền tĩnh lặng giống như Đức Phật đã làm, ông mong muốn được trở thành như họ. Ở tuổi 12, ông phát nguyện sẽ trở thành một nhà Sư, và được Cha Mẹ chấp thuận.
Vào năm 16 tuổi ông xuất gia ở chùa Từ Hiếu gần Huế, nơi ông thọ giáo với Hòa thượng Thanh Quý Chân Thật.  với pháp danh là Trừng Quang (澄光), pháp tự Phùng Xuân (逢春), pháp hiệu là Nhất Hạnh (一行) nối pháp đời thứ 42 của thiền phái Lâm Tế (臨濟禪宗) thuộc nhánh Từ Hiếu đời thứ 8, dòng Liễu Quán. Pháp hiệu Nhất Hạnh được ông diễn giải theo nghĩa Nhất (Duy nhất) và Hạnh (Hành động). Ông tu tập tại chùa Từ Hiếu trong ba năm với vai trò một chú tiểu, tu học theo trường phái Đại thừa của Phật giáo, đồng thời học các ngôn ngữ bao gồm tiếng Trung, Tiếng Anh và Tiếng Pháp. Ông theo học tại Phật học viện Báo Quốc. Tuy nhiên, ông nhận thấy sự thiếu vắng các kiến thức liên quan tới ý thức luận, văn học và ngoại ngữ tại Học viện này nên rời trường vào năm 1950 và tới Sài Gòn, tu tập tại chùa Ấn Quang, tại đây ông thọ giới Tỳ kheo vào năm 1951. Ông tự kiếm sống bằng nghề dạy học, viết báo khi theo học tại Đại học Sài Gòn, nơi ông học khoa học.
Thích Nhất Hạnh lúc đó được công nhận là một thiền sư và là lãnh đạo tinh thần của chùa Từ Hiếu cùng các tu viện liên quan khác.
Ông đã phối hợp kiến thức của ông về nhiều trường phái thiền khác nhau cùng với các phương pháp từ truyền thống Phật giáo Thượng tọa bộ, những nhận thức sâu sắc từ Phật giáo Đại thừa, và các phát kiến của ngành tâm lý học đương đại phương Tây để tạo thành cách tiếp cận hiện đại của ông đối với thiền.
Năm 1955, Thích Nhất Hạnh trở lại Huế và trở thành biên tập viên của tờ báo Phật Giáo Việt Nam (Vietnamese Buddhism), cơ quan ngôn luận Tổng Hội Phật Giáo Việt Nam trong hai năm trước khi tờ báo bị đình bản bởi các nhà sư lớn không chấp thuận các bài viết của ông. Ông cho rằng các quan điểm của ông về việc cần thống nhất các quan điểm và tư tưởng Phật giáo tại miền Nam Việt Nam là nguyên nhân chính khiến tờ báo bị đình bản. Năm 1956, trong khi đang đi giảng pháp tại Đà Lạt, tên ông bị loại khỏi danh sách các nhà sư thuộc chùa Ấn Quang. Tới cuối năm 1957, ông quyết định nhập thất và thành lập lên một tăng đoàn với tên Phương Bôi tại rừng Đại Lao, gần Đà Lạt. Trong thời gian này, ông giảng dạy tại một ngôi trường cấp ba gần đó, tiếp tục viết sách và khởi xướng các ý tưởng về Nhân sinh và Phật giáo thống nhất.
Từ 1959 đến 1961, ông giảng dạy nhiều khóa tu ngắn về Phật giáo tại nhiều ngôi chùa tại Sài Gòn, bao gồm cả chùa Xá Lợi, nơi các lớp giảng của ông bị hủy bỏ giữa chừng và ông bị từ chối giảng bởi các quan điểm của mình. Đối diện với các ý kiến bất đồng tại Việt Nam, cả về tôn giáo và chính quyền Việt Nam Cộng Hòa, ông chấp thuận học bổng Fulbright vào năm 1960 để học về Tôn giáo tại Đại học Princeton, Hoa Kỳ. Ông theo học tại Viện Thần học Princeton vào năm 1961. Tới năm 1962, ông được chỉ định trở thành giảng viên về Phật giáo tại Đại học Columbia và đồng thời giảng dạy với vai trò một giảng viên tại Đại học Cornell. Trong thời gian này, ông tiếp tục trau dồi và trở nên thông thạo các ngôn ngữ: Anh, Pháp, Trung, Phạn, Pali. Ông cũng lấy bằng thạc sĩ chuyên ngành tôn giáo tại Đại học Columbia vào năm 1963 và sau này về giảng dạy tại đây.

## Sự nghiệp

### Giai đoạn 1963–1966

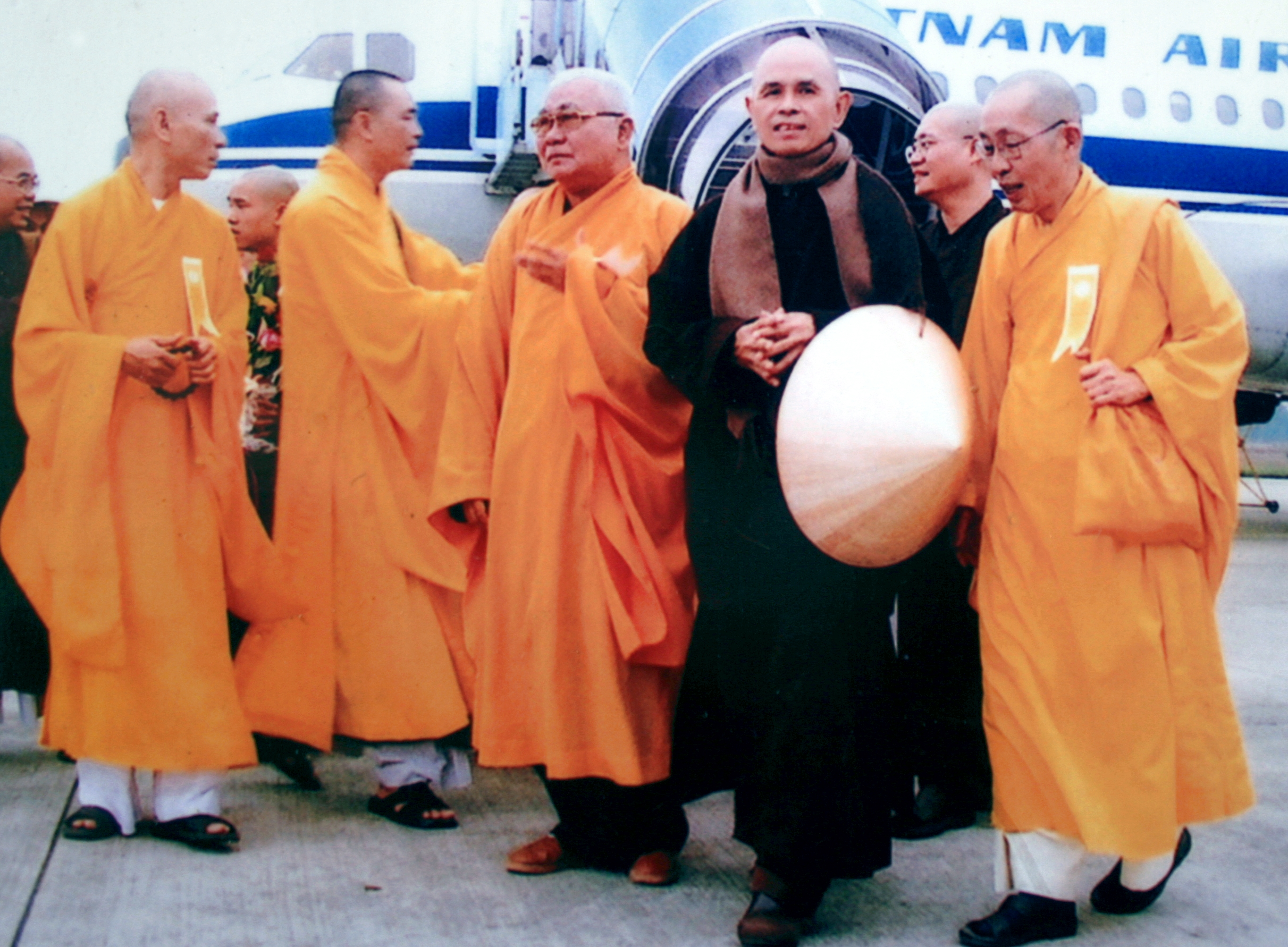
Thích Nhất Hạnh, 2007

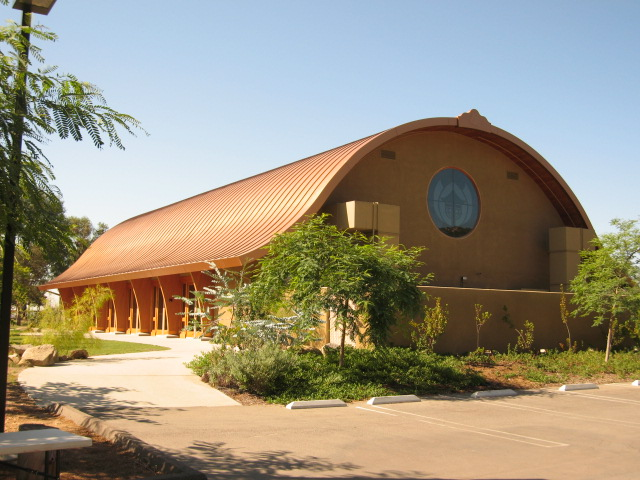
Thiền viện Lộc Uyển tại miền Nam California

Năm 1963, sau khi các tướng lĩnh thực hiện cuộc đảo chính lật đổ chế độ thiên vị Công giáo của Tổng thống Ngô Đình Diệm, Thích Nhất Hạnh trở về Nam Việt Nam vào ngày 16 tháng 12 năm 1963, theo lời kêu gọi của Thích Trí Quang, một nhà sư nổi tiếng đấu tranh vì quyền bình đẳng tôn giáo lúc bấy giờ, để giúp chấn hưng Phật giáo Việt Nam. Tại kỳ đại hội, Tổng hội Phật giáo Việt Nam và các tổ chức Phật giáo khác đã hợp nhất thành Giáo hội Phật giáo Việt Nam Thống nhất (GHPGVNTN) vào tháng 1 năm 1964. Thích Nhất Hạnh đề xuất rằng Giáo hội mới nên công khai kêu gọi chấm dứt Chiến tranh Việt Nam, giúp thành lập một viện Cao đẳng Phật học để đào tạo một lớp tri thức mới học có tu có học, cũng như thành lập một trung tâm đào tạo tác viên xã hội nhắm thay đổi xã hội một cách bất bạo động dựa trên giáo lý nhà Phật.
Năm 1964, hai học trò của Nhất Hạnh thành lập Nhà xuất bản Lá Bối với khoản tài trợ từ bà Ngô Văn Hiếu. Trong vòng hai năm, nhà xuất bản đã xuất bản 12 cuốn sách, nhưng đến năm 1966, các nhà xuất bản có nguy cơ bị bắt, bỏ tù vì từ "hòa bình" được hiểu là theo cộng sản. Thích Nhất Hạnh cũng biên tập tuần báo Hải Triều Âm, ấn phẩm chính thức của GHPGVNTN. Ông liên tục ủng hộ hòa bình và hòa giải, đáng chú ý là lời kêu gọi vào tháng 9 năm 1964, ngay sau sự kiện Vịnh Bắc Bộ, hướng đến giải pháp hoà bình và gọi Việt Cộng là anh em. Sau đó, chính quyền Việt Nam Cộng hoà đã cho đóng cửa tạp chí.
Ngày 1 tháng 5 năm 1966, tại chùa Từ Hiếu, Thích Nhất Hạnh được Thiền sư Chân Thật truyền đăng phú pháp, chính thức trở thành giáo thọ, trụ trì Tu viện Từ Hiếu và các tu viện liên quan.

#### Viện Đại học Vạn Hạnh
Ngày 13 tháng 3 năm 1964, Nhất Hạnh và các nhà sư tại chùa Ấn Quang thành lập Học Viện Phật Giáo Việt Nam, với sự hỗ trợ và chứng thực của GHPGVNTN. Sau đổi tên thành Viện Đại học Vạn Hạnh, đây là một viện đại học tư thục danh tiếng tập trung các nghiên cứu về Phật giáo, văn hóa và ngôn ngữ Việt Nam. Thiền sư Nhất Hạnh dạy giáo lý Phật giáo và Bát-nhã-ba-la-mật-đa (Prajnaparamita) tại đó và tích cực gây quỹ cho trường từ những người ủng hộ. Trong một buổi gặp mặt vào tháng 4 năm 1965, đoàn sinh viên Vạn Hạnh đưa ra thông điệp "lời kêu gọi vì hòa bình". Nội dung chính của lời kêu gọi là "đã đến lúc hai miền Bắc-Nam của Việt Nam họp lại để tìm một giải pháp chấm dứt chiến tranh và đem lại cho mọi người Việt Nam cuộc sống hoà bình với lòng tôn trọng lẫn nhau".

#### Trường Thanh niên Phụng sự Xã hội

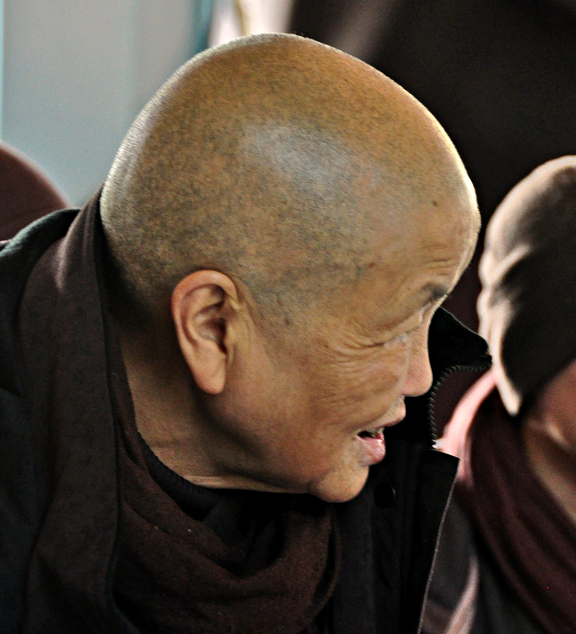
Sư Chân Không

Năm 1964, ông đồng thành lập Trường Thanh niên Phụng sự Xã hội (School of Youth for Social Services – SYSS) ở Sài Gòn, một tổ chức từ thiện xây dựng lại các làng bị bỏ bom, xây dựng trường học và các trạm xá, và giúp các gia đình bị trở thành vô gia cư trong Chiến tranh Việt Nam. SYSS bao gồm 10.000 tình nguyện viên và tác viên xã hội giúp đỡ các làng mạc bị chiến tranh tàn phá, xây dựng lại trường học và thành lập các trạm xá. Ngay sau đó, ông tới Hoa Kỳ rồi không được phép trở về nước nữa, Sư Chân Không lên phụ trách SYSS. Chân Không đóng vai trò là trung tâm nền tảng và nhiều hoạt động của SYSS, tổ chức các cơ sở y tế, giáo dục và nông nghiệp ở vùng nông thôn Việt Nam trong chiến tranh. Ban đầu, Nhất Hạnh quản lý phần lớn SYSS, lúc này còn thuộc Viện Đại học Vạn Hạnh. Vào tháng 4 năm 1966, Liên đoàn Sinh viên Vạn Hạnh dưới sự chủ trì của Chân Không đã đưa ra "Lời kêu gọi Hòa bình". Phó hiệu trưởng Thích Minh Châu đã giải tán liên đoàn sinh viên và SYSS không còn liên đới tới Viện Đại học.
Ông kêu gọi Martin Luther King, Jr. công khai phản đối Chiến tranh Việt Nam, và thuyết giảng với nhiều người và nhiều nhóm về hòa bình. Vào năm 1967, King đề cử ông cho Giải Nobel Hòa bình. Thích Nhất Hạnh dẫn đầu phái đoàn Phật giáo đến Đàm phán hòa bình Paris. Là một trong những người thầy về Phật giáo ở phương Tây, những lời dạy và các phương pháp thực hành của Thích Nhất Hạnh thu hút nhiều người đến từ các quan điểm về tôn giáo, tâm linh và chính trị khác nhau. Ông đưa ra cách thực hành "chánh niệm" (sự lưu tâm đúng đắn - Pali: Sati; Sanskrit: smṛti स्मृति; tiếng Anh: mindfulness), thường được điều chỉnh cho phù hợp với văn hóa phương Tây.

#### Dòng tu Tiếp Hiện
Thích Nhất Hạnh lập ra Dòng tu Tiếp Hiện ("Tiếp" có nghĩa tiếp xúc, tiếp nhận, tiếp nối "Hiện'" có nghĩa là hiện tại, hiện pháp, thực hiện; tiếng Anh: The Order of Interbeing, tiếng Pháp: L'ordre de l'inteprêtre), một dòng tu dành cho người xuất gia cũng như người thế tục, trong khoảng 1964 và 1966. Ông đứng đầu dòng tu này, dựa trên khái niệm triết học tương tức và giảng dạy điều này thông qua Năm Giới Tân Tu và Mười Bốn Giới Tiếp Hiện. Nhất Hạnh thành lập Dòng tu Tiếp Hiện với một nhóm gồm 6 người vốn thuộc SYSS, 3 nam 3 nữ, họ đã làm lễ thọ Mười Bốn Giới Tiếp Hiện. Thành viên thứ bảy phát nguyện theo dòng tu này là vào năm 1981.
Năm 1967, Nhất Chi Mai, một trong sáu chúng chủ trì đầu tiên của dòng Tiếp Hiện, đã tự thiêu trước chùa Từ Nghiêm ở Sài Gòn để phản đối chiến tranh, sau lời kêu gọi chấm dứt cuộc chiến tại Việt Nam. Nhất Hạnh nhiều lần giải thích với phương Tây rằng việc Thích Quảng Đức và những nhà sư Phật giáo Việt Nam khác phát nguyện tự thiêu trong chiến tranh Việt Nam không phải tự sát; thay vào đó, hành động của họ, theo lời ông, nhằm mục đích "làm rung động trái tim của những kẻ áp bức và kêu gọi sự chú ý của thế giới đến nỗi khổ đau mà người Việt Nam phải chịu đựng vào thời điểm đó".
Dòng tu Tiếp Hiện mở rộng thành một cộng đồng Phật tử trên nhiều quốc gia, nhất là ở các nước phương Tây, gồm người xuất gia và tại gia, họ tập trung "thực hành chánh niệm, hành vi đạo đức và hành động từ bi trong xã hội." Đến năm 2017, nhóm đã có hàng ngàn người thọ Mười Bốn Giới Tiếp Hiện.

### Trong Chiến tranh Việt Nam
Viện Đại học Vạn Hạnh được một trong những viện trưởng tiếp quản, người này muốn cắt đứt quan hệ với Nhất Hạnh và SYSS, cáo buộc Chân Không theo cộng sản. Sau đó, SYSS chật vật gây quỹ và các thành viên liên tục bị tấn công. Trường vẫn tiếp tục các nỗ lực cứu trợ mà không đứng về phe nào trong chiến tranh.
Nhất Hạnh về Hoa Kỳ vào năm 1966, chủ trì hội thảo về Phật giáo Việt Nam tại Đại học Cornell và tiếp tục đấu tranh vì hòa bình. Ông được Giáo sư George McTurnan Kahin, cũng giảng dạy Cornell và là cố vấn chính sách đối ngoại cho chính phủ Hoa Kỳ, mời tham gia một diễn đàn về chính sách của Hoa Kỳ tại Việt Nam. Vào ngày 1 tháng 6, Nhất Hạnh đã đưa ra một giải pháp gồm năm điểm gửi tới chính phủ Hoa Kỳ, khuyến nghị rằng (1) Hoa Kỳ tuyên bố rõ rệt ý muốn tôn trọng ý chí người Việt trong việc thành lập một chính quyền "đáp ứng được nguyện vọng của dân chúng Việt Nam"; (2) Hoa Kỳ ngưng oanh tạc ở cả hai miền Việt Nam; (3) giới hạn hoạt động quân sự chống cộng sản trong phạm vi tự vệ; (4) Hoa Kỳ long trọng cam kết rút quân trong một thời gian là bao nhiêu tháng; và (5) Hoa Kỳ thành thực giúp Việt Nam tái xây dựng đất nước bị chiến tranh tàn phá. Năm 1967, ông viết cuốn Việt Nam - Hoa sen trong biển lửa, viết về các lập trường của ông. Chính quyền Việt Nam Cộng hoà coi ông là một kẻ phản quốc và là cộng sản.
Trong thời gian ở Hoa Kỳ, Nhất Hạnh đã đến thăm Tu viện Gethsemani để nói chuyện với tu sĩ dòng Xitô là Thomas Merton. Khi chế độ miền Nam đe dọa cấm Nhất Hạnh trở về nước, Merton đã viết một bài luận thể hiện tinh thần đoàn kết, "Nhất Hạnh là Anh em của tôi".  Năm 1964, sau khi xuất bản bài thơ nổi tiếng của mình, "bất cứ ai đang lắng nghe, hãy làm chứng cho tôi: Tôi không thể chấp nhận cuộc chiến này..." , Nhất Hạnh đã bị báo chí Hoa Kỳ dán nhãn là "nhà thơ phản chiến" và lên án là "kẻ tuyên truyền ủng hộ Cộng sản".  Năm 1965, ông đã viết cho Martin Luther King Jr. một lá thư có tựa đề "Đi tìm kẻ thù của con người".  Trong thời gian ở Hoa Kỳ năm 1966, Nhất Hạnh đã gặp King và thúc giục ông công khai lên án Chiến tranh Việt Nam .  Năm 1967, King đã có bài phát biểu " Ngoài Việt Nam: Thời điểm để phá vỡ sự im lặng " tại Nhà thờ Riverside ở Thành phố New York, đây là lần đầu tiên ông công khai đặt câu hỏi về sự tham gia của Hoa Kỳ vào Việt Nam.  Cuối năm đó, King đề cử Nhất Hạnh cho Giải Nobel Hòa bình năm 1967. Trong đề cử của mình, King nói, "Cá nhân tôi không biết ai xứng đáng với Giải Nobel Hòa bình hơn nhà sư hiền lành này đến từ Việt Nam. Những ý tưởng của ông về hòa bình, nếu được áp dụng, sẽ xây dựng một tượng đài cho chủ nghĩa đại kết, cho tình anh em thế giới, cho nhân loại".  King cũng gọi Nhất Hạnh là "một tông đồ của hòa bình và bất bạo động".  King đã tiết lộ ứng cử viên mà ông đã chọn để đề cử với "yêu cầu mạnh mẽ" với ủy ban giải thưởng, vi phạm nghiêm trọng các truyền thống và nghi thức của Nobel.  Ủy ban đã không trao giải thưởng vào năm đó.
Nơi cư ngụ của ông là Tu viện Làng Mai ở vùng Dordogne thuộc miền Nam nước Pháp. Ông du hành khắp thế giới thuyết giảng và tổ chức các khóa tu thiền. Năm 1973 khi hiệp định Paris được ký kết, ông bị cấm về Việt Nam và ở lại Pháp từ đó đến năm 2017.
Trong các năm 1976-1977, Thích Nhất Hạnh đã nỗ lực để giúp giải cứu thuyền nhân Việt Nam trong vịnh Thái Lan. Sau đó ông đã phải ngừng việc này do áp lực từ chính phủ Thái Lan và Singapore.
Sau nhiều năm không được phép quay về Việt Nam, ông được về lần đầu tiên vào năm 2005. Nhất Hạnh vẫn tiếp tục các hoạt động vận động vì hòa bình. Ông đã tổ chức các khóa tu thiền cho người Israel và người Palestine, khuyến khích họ lắng nghe và học hỏi lẫn nhau; thuyết giảng kêu gọi các nước đang tham chiến hãy đình chiến và đi tìm giải pháp bất bạo động cho các mâu thuẫn của họ; và tổ chức diễu hành hòa bình ở Los Angeles vào năm 2005 được tham dự bởi hàng ngàn người.

### Sau năm 1975

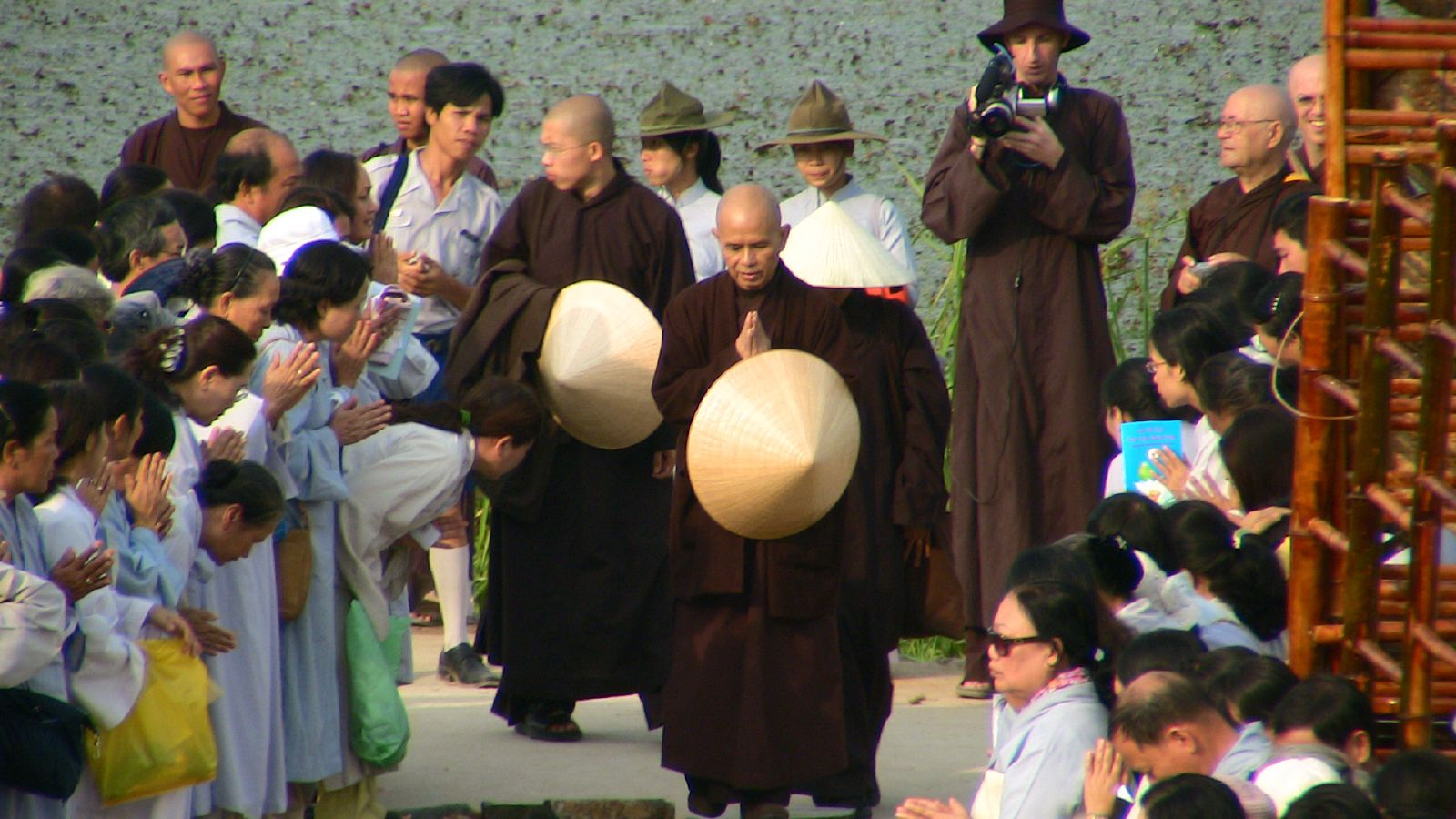
Thích Nhất Hạnh tại Việt Nam, 2007

Từ ngày 12 tháng 1 đến ngày 11 tháng 4 năm 2005, Thích Nhất Hạnh quay về Việt Nam sau một loạt các thương lượng cho phép ông thuyết giảng, một số sách của ông được xuất bản bằng tiếng Việt, và cho phép 100 tăng ni và 90 thành viên khác của dòng tu theo ông đi khắp đất nước, bao gồm cả chuyến quay về ngôi chùa ông xuất gia, chùa Từ Hiếu ở Huế.
Năm 2007, ông cùng phái đoàn Phật giáo quốc tế thuộc tăng thân Làng Mai trở về Việt Nam với lịch trình từ ngày 20 tháng 2 (mùng 4 Tết) đến ngày 9 tháng 5, mục đích tổ chức các khóa tu, các buổi pháp thoại, gặp gỡ các tăng ni phật tử 3 miền. Đầu năm 2007, với sự đồng ý của Trung ương Giáo hội Phật giáo Việt Nam, ông tổ chức ba trai đàn chẩn tế lớn tại ba miền Việt Nam gọi là Đại trai Đàn Bình đẳng Chẩn tế cầu nguyện và giải trừ oan khổ cho tất cả những ai đã từng gánh chịu hậu quả khắc nghiệt của cuộc chiến tranh, dù đã qua đời hay còn tại thế, không phân biệt tôn giáo, chính trị, chủng tộc.
Trong vụ mâu thuẫn ở tu viện Bát Nhã, các tu sinh của thiền sư tại tu viện đã bị quấy nhiễu và hăm dọa bằng vũ lực, tu viện bị đập phá, cắt điện, nước, điện thoại và cô lập. Tuy nhiên, Thích Nhất Hạnh đã từ chối làm vụ việc thêm rắc rối và dạy các tu sinh nên chế ngự cơn giận nhằm mang lại sự thấu hiểu và tình yêu thương.
Năm 2015, trả lời phỏng vấn của BBC, ông Võ Văn Ái, nhà vận động cho nhân quyền và tự do tôn giáo của Việt Nam, khi đó đang là phát ngôn viên của GHPGVNTN, chuyến trở về Việt Nam sau 1975 là "mưu đồ là thành lập một tổ chức Phật giáo thứ ba, là bởi vì Giáo hội Phật giáo Việt Nam của nhà nước lập ra năm 1981 không đáp ứng điều mà Đảng trông chờ, tức là nắm cho được quần chúng Phật giáo toàn bộ." Tuy nhiên ông Võ Văn Ái đã không chỉ ra được những dẫn chứng cụ thể nào cho nhận định của mình.
Ngày 29 tháng 8 năm 2017, Thích Nhất Hạnh trở lại Việt Nam. Đây là lần đầu tiên ông trở về Việt Nam kể từ năm 2008.
Ngày 30 tháng 10 năm 2018, Thích Từ Đạo, Giám tự Tổ đình Từ Hiếu (TP Huế, Thừa Thiên Huế), cho biết trong lần trở về Việt Nam này, thiền sư Thích Nhất Hạnh đã xin cư ngụ tại Tổ đình Từ Hiếu để tịnh dưỡng cho đến khi viên tịch.
Thích Nhất Hạnh viên tịch vào rạng sáng ngày 22 tháng 1 năm 2022. Sự ra đi của ông được nhiều nhóm Phật tử trong và ngoài Việt Nam bày tỏ niềm thương tiếc. Đạt Lai Lạt Ma thứ 14 Tenzin Gyatso, Tổng thống Hàn Quốc Moon Jae-in và Bộ Ngoại giao Hoa Kỳ cũng đã gửi lời chia buồn.
Tang lễ của ông kéo dài trong 7 ngày, được thực hiện theo nghi thức tâm tang. Lễ trà tỳ (hỏa táng) diễn ra từ 9 giờ ngày 29 tháng 1, kết thúc lúc 2 giờ ngày 30 ngày 1 tại Công viên vĩnh hằng, Vườn địa đàng Huế. Khoảng 6 giờ 30 phút ngày 30 tháng 1, xá lợi thiền sư Thích Nhất Hạnh được an vị tại Tổ Đình Từ Hiếu - nơi ngài bắt đầu xuất gia, tu học cách đây 80 năm. Theo di nguyện của thiền sư, tro cốt sẽ để tại đây và các trung tâm khác của Làng Mai khắp nơi trên thế giới mà không cần xây bảo tháp đặt lọ tro.

## Tác phẩm

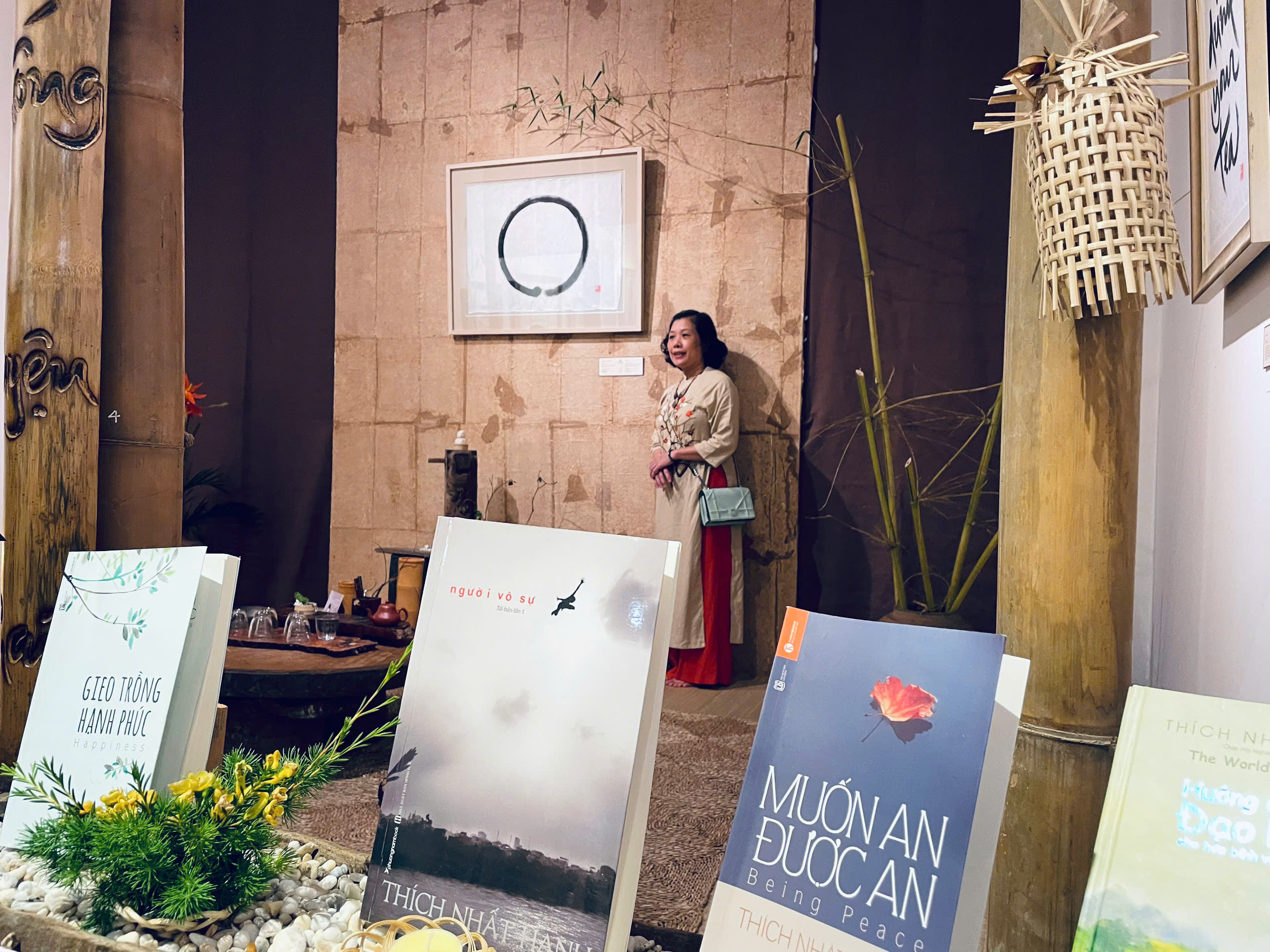
Một số tác phẩm của Thích Nhất Hạnh được trưng bày tại triển lãm "Hương thơm quê Mẹ", Hà Nội, tháng 4/2021.

Thích Nhất Hạnh đã xuất bản trên 100 cuốn sách, trong đó có hơn 70 cuốn bằng tiếng Anh. Ông cũng xuất bản các bài giảng trong các tạp chí tạp chí Mindfulness Bell của Dòng tu Tiếp Hiện.
Danh sách các tác phẩm đã xuất bản (không đầy đủ):

### Thơ

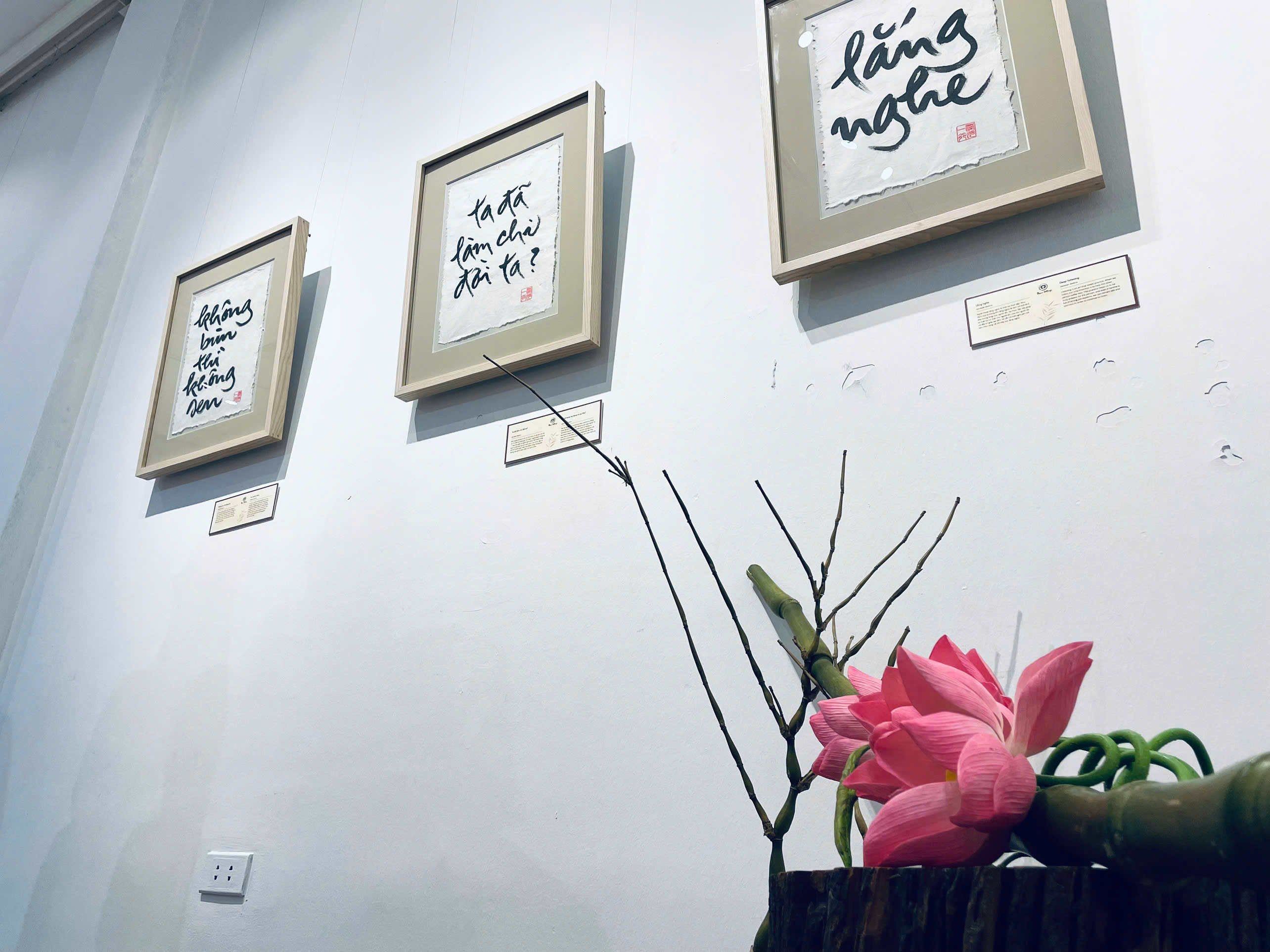
Một số tác phẩm thư pháp của Thích Nhất Hạnh trưng bày tại Triển lãm Hương thơm quê mẹ, Hà Nội, tháng 4/2021.

- Một số tác phẩm thư pháp của Thích Nhất Hạnh trưng bày tại Triển lãm Hương thơm quê mẹ, Hà Nội, tháng 4/2021.Tiếng hát chiều thu, Long Giang, Sài Gòn, 1949.
- Ánh xuân vàng (bút danh: Hoàng Hoa), Long Giang, Sài Gòn, 1950.
- Thơ ngụ ngôn (bút danh: Hoàng Hoa), Đuốc Tuệ, Hà Nội, 1950.
- Chắp tay nguyện cầu cho bồ câu trắng hiện, Lá Bối, Sài Gòn, 1965.
- Tiếng đập cánh loài chim lớn, Lá Bối, Sài Gòn, 1967.
- Bông hồng cài áo, Sài Gòn, 1962.
- Vietnam Poems, Unicorn Press, Santa Barbara (Hoa Kỳ), 1967.
- The Cry of Vietnam, Unicorn Press, Santa Barbara (Hoa Kỳ), 1968.
- De Schreeuw van Vietnam, Uitgeverij Ten Have, Baarn, Holland, 1970.
- Zen Poems, Unicorn Press, Greensboro (Hoa Kỳ), 1976.

Ngoài ra còn có nhiều tập thơ chép tay đã mất hoặc chưa xuất bản cùng nhiều tác phẩm khác đăng rải rác trên các báo, tạp chí.

### Truyện
- Tình người (tập truyện; bút danh: Tâm Quán), 1951; Lá Bối 1973.
- Nẻo về của ý (bút ký), Lá Bối 1967; An Tiêm 1972.
- Am mây ngủ (truyện ngoại sử), Lá Bối.
- Bưởi (tập truyện ngắn), Lá Bối.
- Tố (tập truyện), Lá Bối.
- Văn Lang dị sử (truyện cổ tích, bút danh Nguyễn Lang), Lá Bối; An Tiêm 1975.
- Đường xưa mây trắng, Lá Bối; Nhà xuất bản Văn hóa Sài Gòn, 2007.
- Truyện Kiều dịch ra văn xuôi, Nhà xuất bản Văn hóa Sài Gòn.
- Truyện tranh Coconut - Monk, xuất bản ngày 25 tháng 1 năm 2006 bởi Nhà xuất bản Plum Blossom Books.
- Con gà đẻ trứng vàng, 2018.

### Khảo luận
- Đông phương luận lý học, Hương Quê 1950.
- Vấn đề nhận thức trong Duy Thức học, Lá Bối 1969.
- Tương lai văn hóa Việt Nam, Lá Bối.
- Tương lai Thiền học Việt Nam, Lá Bối.
- Việt Nam Phật giáo sử luận (bút danh Nguyễn Lang), 3 tập, tập 1: Lá Bối 1974, 2 tập sau xuất bản ở nước ngoài sau 1975.
- Thả một bè lau, Nhà xuất bản Văn hóa Sài Gòn 2008.
- Những con đường đưa về núi Thứu .
- Làng mai nhìn về núi Thứu.
- Đập vỡ vỏ hồ đào.
- Sen búp từng cánh hé.

### Khác
- Gia đình tin Phật, Đuốc Tuệ 1952
- Bông hồng cài áo, viết vào mùa Vu lan 1962; Lá Bối xuất bản lần 2, 1965
- Đạo Phật đi vào cuộc đời, Lá Bối 1964
- Đạo Phật ngày nay, Lá Bối 1965
- Nói với tuổi hai mươi, Lá Bối 1966, 1972
- Phật giáo Việt Nam và hướng đi nhân bản đích thực (bút danh Trần Thạc Đức), Lá Bối 1967
- Đạo Phật hiện đại hóa, Lá Bối 1965, 1968
- Đạo Phật ngày mai, Lá Bối 1970
- Nẻo vào thiền học, Lá Bối 1971
- Đạo Phật áp dụng vào đời sống hàng ngày, Viện Hóa Đạo xuất bản 1973
- Tuổi trẻ tình yêu lý tưởng, Lá Bối
- Kiều và văn nghệ đứt ruột, Lá Bối, USA, 1994
- The Miracle of Mindfulness: A Manual on Meditation, Beacon Press, 1999, ISBN 0-8070-1239-4 (Vietnamese: Phép lạ của sự tỉnh thức)
- Phép lạ của sự tỉnh thức, Nhà xuất bản Tôn giáo
- Đi như một dòng sông
- An lạc từng bước chân
- Trái tim của Bụt, Nhà xuất bản Thành phố Hồ Chí Minh, 2006
- Hạnh phúc: mộng và thực Nhà xuất bản Văn hóa Sài Gòn, 2009
- Kim Cương: Gươm báu cắt đứt phiền não, Nhà xuất bản Văn hóa Sài Gòn, 2009
- Giận Nhà xuất bản Thanh niên, 2009
- Tĩnh lặng Lưu trữ ngày 13 tháng 3 năm 2023 tại Wayback Machine. Nhà xuất bản Thế giới 2018
- Không diệt không sinh đừng sợ hãi. Nhà xuất bản Hội nhà văn, 2019
- Từng bước nở hoa sen. Nhà xuất bản Văn hoá - Văn nghệ TP HCM, 2018

## Nhận xét
- "Nhà sư vĩ đại người Việt Nam, nhà thơ và sứ giả hòa bình, người đàn ông Việt Nam nhỏ nhắn này đã thu hút chúng tôi từng người một vào tĩnh lặng của ông. Hay có lẽ chính xác hơn nếu nói thầy đã đưa từng người của chúng tôi vào trong yên tĩnh của chính mình, vào trong an tịnh mà mỗi người chúng tôi vốn đã sở đắc nhưng chưa khám phá hay khẳng định. Khả năng thầy đã phát khởi trạng thái này trong tất cả chúng tôi, chỉ bằng sự hiện diện của thầy-đây là một năng lực thiêng liêng. Và đấy là lý do ta tìm đến một Sư phụ: Với hy vọng là công đức của thầy sẽ soi rạng cho ta sự cao quý khuất lấp của chính mình" (Elizabeth Gilbert).[67]